# Фредерика Поликсена фон Лимбург-Щирум
Фредерика Поликсена Бенедикта Йозефа Филипина Антония фон Лимбург-Щирум (на немски: Friederike Polyxena Benedikta Josepha Philippine Antonia von Limburg Stirum; * 28 октомври 1738, Вилхермсдорф, Бавария; † 26 февруари 1798, Бартенщайн, Баден-Вюртемберг) е графиня от Лимбург-Щирум и чрез женитба княгиня на Хоенлое-Бартенщайн (1763 – 1798).

## Биография
Тя е дъщеря на граф Кристиан Ото фон Лимбург-Щирум (1694 – 1749) и третата му съпруга принцеса Каролина Юлиана София фон Хоенлое-Валденбург-Шилингсфюрст (1705 – 1758), дъщеря на княз Филип Ернст фон Хоенлое-Валденбург-Шилингсфюрст (1663 – 1759) и графиня Франциска Барбара цу Велц-Вилмерсдорф-Еберщайн (1660 – 1718).
Фредерика Поликсена се омъжва на 6 май 1757 г. в Шилингсфюрст за принц и от 1 март 1763 г. 2. княз Лудвиг Карл Франц Леополд фон Хоенлое-Валденбург-Бартенщайн (* 15 ноември 1731, Зиген; † 14 юни 1799, Клайнхойбах), най-големият син и наследник на княз Карл Филип Франц фон Хоенлое-Бартенщайн (1702 – 1763) и принцеса София Доротея Вилхелмина Фридерика фон Хесен-Хомбург (1714 – 1777). Те живеят първо в Шилингсфюрст и през 1762 г. се местят в Бартенщайн.
След смъртта на съпругата му княз Лудвиг Леополд се отказва през 1798 г. от службата си като княз. След това следва подялба на наследството на Хоенлое-Бартенщайн и Хоенлое-Ягстберг.

## Фамилия
Фредерика Поликсена и Лудвиг Леополд имат седем деца:
- София Каролина Йозефа Филипина Мария Анна Луция (13 декември 1758 – 20 януари 1836, Рим)
- Мария Анна Елизабет Йозефа (20 март 1760 – 11 юни 1811, Братислава), омъжена на 22 август 1784 г. в Бартенщайн за граф Пиер Гаспард Мари де Гримод-Бевил фон Орсай († 3 януари 1809, Виена)
- Мария Леополдина Хенриета (15 юли 1761 – 15 февруари 1807), омъжена на 9 май 1780 г. в Бартенщайн за княз Доминик Константин фон Льовенщайн-Вертхайм-Рошфор-Розенберг (16 април 1762 – 18 април 1814)
- Йозефа Елизабета Еуфемия Розина (11 март 1763 – 19 февруари 1796), монахиня в Торн
- Лудвиг Алойс Йоахим Франц (12 декември 1766 – 31 май 1829, Париж), 3. княз на Хоенлое-Бартенщайн, австрийски генерал-лейтенант и маршал на Франция, женен I. на 18 ноември 1786 г. за графиня Франциска Вилхелмина Августа фон Мандершайд-Бланкенхайм (13 март 1770 – 26 август 1789), II. на 19 януари 1790 г. в Бедбург за Мария Кресценция алтграфиня фон Залм-Райфершайт (29 август 1768 – 4 април 1826)

- Карл Йозеф (12 декември 1766 – 6 юли 1838), 5. княз на Хоенлое-Бартенщайн-Ягстберг от 1803 г., женен I. на 5 юли 1796 г. в Лудвигсбург за херцогиня Хенриета Шарлота фон Вюртемберг (11 март 1767 – 23 май 1817), II. на 9 юли 1820 г. във Вурцах за графиня Мария Валбурга фон Валдбург-Цайл-Вурцах (13 септември 1794 – 9 октомври 1823)
- Франциска Романа Луиза Хенриета Амброзия (7 декември 1770 – 17 януари 1812, Вюрцбург), омъжена на 15 ноември 1796 г. за княз Франц Вилхелм фон Залм-Райфершайт-Краутхайм († 14 май 1831)